# بادي سكوت
بادي سكوت (بالإنجليزية: Buddy Scott)‏ هو موسيقي ومغني أمريكي، ولد في 9 يناير 1935 في جاكسون في الولايات المتحدة، وتوفي في 5 فبراير 1994 في شيكاغو في الولايات المتحدة بسبب سرطان المعدة.

## وصلات خارجية
- بادي سكوت على موقع ميوزك برينز (الإنجليزية)
- بادي سكوت على موقع ديسكوغز (الإنجليزية)